# Teorema fundamental de la geometría de Riemann
En geometría de Riemann, el teorema fundamental de la geometría de Riemann establece que dado una variedad de Riemann (o una variedad seudoriemanniana) hay una única conexión libre de torsión que preserva el tensor métrico. Tal conexión se llama conexión de Levi-Civita.
Más exactamente:

Sea {\displaystyle (M,g)} una variedad de Riemann (o variedad pseudoriemanniana) entonces hay una conexión única {\displaystyle \nabla } que satisface las condiciones siguientes:
1. para cualesquiera campos vectoriales {\displaystyle X,Y,Z} tenemos {\displaystyle Xg(Y,Z)=g(\nabla _{X}Y,Z)+g(Y,\nabla _{X}Z)}, donde {\displaystyle Xg(Y,Z)} denota la derivada de la función {\displaystyle g(Y,Z)} a lo largo del campo vectorial {\displaystyle X}.
2. para cualesquiera campos vectoriales {\displaystyle X,Y} tenemos {\displaystyle \nabla _{X}Y-\nabla _{Y}X=[X,Y]}, donde {\displaystyle [X,Y]} denota el corchete de Lie para los campos vectoriales {\displaystyle X,Y}.

La prueba técnica siguiente presenta una fórmula para los símbolos de Christoffel de la conexión en un conjunto coordenado local. Para una métrica dada este conjunto de ecuaciones puede llegar a ser algo complicado. Hay métodos más rápidos y más simples de obtener los símbolos de Christoffel para una métrica dada, e.g. con la integral de acción y las ecuaciones asociadas de Euler-Lagrange.

## Demostración

### Coordenadas locales
En esta prueba utilizamos la notación de Einstein.
Considérese el conjunto coordinado local {\displaystyle x^{i},\ i=1,2,...,m=\dim(M)} y denotemos por 
{\displaystyle {\mathbf {e} }_{i}={\partial  \over \partial x^{i}}} el campo de los marcos de base.
Los componentes {\displaystyle g_{i\;j}} son números reales del tensor métrico aplicado a una base, es decir
{\displaystyle g_{ij}\equiv {\mathbf {g} }({\mathbf {e} }_{i},{\mathbf {e} }_{j})}
Para especificar la conexión es suficiente especificar los símbolos de Christoffel {\displaystyle \Gamma _{ij}^{k}}.
Puesto que {\displaystyle \Gamma _{ij}^{k}} son los campos coordenados vectoriales tenemos que
{\displaystyle [{\mathbf {e} }_{i},{\mathbf {e} }_{j}]={\partial ^{2} \over \partial x^{j}\partial x^{i}}-{\partial ^{2} \over \partial x^{i}\partial x^{j}}=0}
para todos i y j. Por lo tanto la segunda propiedad es equivalente a
{\displaystyle \nabla _{{\mathbf {e} }_{i}}{{\mathbf {e} }_{j}}-\nabla _{{\mathbf {e} }_{j}}{{\mathbf {e} }_{i}}=0,\ \ } lo cual es equivalente a {\displaystyle \ \ \Gamma _{ij}^{k}=\Gamma _{ji}^{k}} para todos los i, j y k.
La primera propiedad de la conexión de Levi-Civita (arriba) entonces es equivalente a
{\displaystyle {\frac {\partial g_{ij}}{\partial x^{k}}}=\Gamma _{ki}^{a}g_{aj}+\Gamma _{kj}^{a}g_{ia}}.
Esto da la relación única entre los símbolos de Christoffel (que definen la derivada covariante) y los componentes del tensor métrico.
Podemos invertir esta ecuación y expresar los símbolos de Christoffel con un pequeño truco, escribiendo a esta ecuación tres veces con una elección práctica de los índices
{\displaystyle \quad {\frac {\partial g_{ij}}{\partial x^{k}}}=+\Gamma _{ki}^{a}g_{aj}+\Gamma _{kj}^{a}g_{ia}}
{\displaystyle \quad {\frac {\partial g_{ik}}{\partial x^{j}}}=+\Gamma _{ji}^{a}g_{ak}+\Gamma _{jk}^{a}g_{ia}}
{\displaystyle -{\frac {\partial g_{jk}}{\partial x^{i}}}=-\Gamma _{ij}^{a}g_{ak}-\Gamma _{ik}^{a}g_{ja}}
Sumando, la mayoría de los términos en el lado derecho se cancelan y nos quedamos con
{\displaystyle g_{ia}\Gamma _{kj}^{a}={\frac {1}{2}}\left({\frac {\partial g_{ij}}{\partial x^{k}}}+{\frac {\partial g_{ik}}{\partial x^{j}}}-{\frac {\partial g_{jk}}{\partial x^{i}}}\right)}
O con el inverso de {\displaystyle \mathbf {g} }, definido como (con la delta de Kronecker)
{\displaystyle g^{ki}g_{il}=\delta _{l}^{k}}
escribimos los símbolos de Christoffel como
{\displaystyle \Gamma _{kj}^{i}={\frac {1}{2}}g^{ia}\left({\frac {\partial g_{aj}}{\partial x^{k}}}+{\frac {\partial g_{ak}}{\partial x^{j}}}-{\frac {\partial g_{jk}}{\partial x^{a}}}\right)}
Es decir los símbolos de Christoffel (y por lo tanto la derivada covariante) son determinados totalmente por la métrica, con las ecuaciones que implican la derivada de la métrica.

### Formulación invariante
También se puede demostrar el resultado sin emplear coordenadas locales, a partir de las propiedades que determinan la conexión de Levi-Civita. Supongamos que {\displaystyle \nabla } es una conexión tal que
{\displaystyle \nabla _{X}Y-\nabla _{Y}X=[X,Y],}
y
{\displaystyle X\left(g(Y,Z)\right)=g(\nabla _{X}Y,Z)+g(Y,\nabla _{X}Z),}
donde {\displaystyle X}, {\displaystyle Y} y {\displaystyle Z} son campos vectoriales cualesquiera. El cálculo antes hecho en coordenadas ahora se escribe
{\displaystyle {\begin{aligned}X\left(g(Y,Z)\right)&+Y\left(g(X,Z)\right)-Z\left(g(X,Y)\right)\\&={\Big (}g(\nabla _{X}Y,Z)+g(Y,\nabla _{X}Z){\Big )}+{\Big (}g(\nabla _{Y}X,Z)+g(X,\nabla _{Y}Z){\Big )}-{\Big (}g(\nabla _{Z}X,Y)+g(X,\nabla _{Z}Y){\Big )}\\&=g(\nabla _{X}Y+\nabla _{Y}X,Z)+g(\nabla _{X}Z-\nabla _{Z}X,Y)+g(\nabla _{Y}Z-\nabla _{Z}Y,X)\\&=g(2\nabla _{X}Y+[Y,X],Z)+g([X,Z],Y)+g([Y,Z],X).\end{aligned}}}
Esto se reduce inmediatamente a la identidad obtenida para los símbolos de Christoffel si tomamos como {\displaystyle X}, {\displaystyle Y} y {\displaystyle Z} los campos vectoriales asociados localmente a las coordenadas. La ecuación anterior puede ser reordenada para obtener la fórmula (o identidad) de Koszul
{\displaystyle 2g(\nabla _{X}Y,Z)=X\left(g(Y,Z)\right)+Y\left(g(X,Z)\right)-Z\left(g(X,Y)\right)-g([Y,X],Z)-g([X,Z],Y)-g([Y,Z],X).}
Esto demuestra que, si existe una conexión con estas propiedades, entonces es única, pues si {\displaystyle g(W,Z)} es igual a {\displaystyle g(U,Z)} para cualquier {\displaystyle Z}, entonces {\displaystyle U} es igual a {\displaystyle W}, como consecuencia de que la métrica es no degenerada. En la formulación local de arriba, esta propiedad clave de la métrica se usó cuando tomamos el inverso de la matriz que define la métrica. Además, por el mismo razonamiento, la fórmula de Koszul se puede utilizar para definir un campo vectorial {\displaystyle \nabla _{X}Y} para {\displaystyle X} e {\displaystyle Y} dados, y es rutinario comprobar que {\displaystyle \nabla } así definida es una conexión que verifica las dos propiedades enunciadas.